# Veronica Maggio
Veronica Sandra Karin Maggio, oorspronkelijk Sandra Karin Veronica Bellemo (Uppsala, 5 maart 1981) is een Zweedse zangeres en componist. Ze heeft zeven studioalbums uitgebracht en zeventien singles. Op twee daarvan was ze als gastartiest te horen.
Sinds haar debuutalbum in 2006 heeft Veronica Maggio zich ontwikkeld tot een van de meest succesvolle Zweedse popartiesten van de 21e eeuw. In 2011 bracht ze het album Satan i gatan met de single Jag kommer uit. Dit album werd een mega-succes in Zweden, net als de opvolgers van dit album Handen i fickan fast jag bryr mig en Den första är alltid gratis. Minstens tien van haar singles bereikten de nummer 1-positie van de Zweedse hitlijst. Maggio, die voornamelijk in het Zweeds zingt, werd vijf keer beloond met een Grammi-award, de belangrijkste Zweedse muziekprijs.

## Achtergrond
Maggio heeft een Zweedse moeder en een Italiaanse vader. Toen zij tien jaar was, verhuisde ze met haar moeder naar Toscane, waar ze naar een Italiaanse school ging. Hier werd ze lid van het lokale zang- en dansgezelschap, wat uiteindelijke leidde tot Maggio's debuutoptreden voor publiek.
Een jaar later keerden Maggio en haar moeder terug naar Zweden. Ze ging naar middelbare school in Uppsala, met als hoofdrichting muziek. Na haar examen vertrok ze eerst naar Noorwegen en daarna naar Göteborg om zich aan de muziek te wijden. Dit mislukte uiteindelijk en zij besloot een opleiding tot journalist te beginnen in Stockholm. De opleiding rondde ze niet af.
Toen Maggio zeventien jaar was, veranderde ze haar achternaam van Bellemo naar Maggio. In een interview met de krant "Café" vertelde ze hierover dat haar moeder behalve met haar vader ook getrouwd is geweest met een andere Italiaan, die Maggio heette.

## Muziekinteresse en stijl
Maggio was de enige in haar familie met interesse in muziek. Hierdoor voelde ze naar eigen zeggen geen druk van haar familie om te presteren in de muziekwereld. Zo kon ze helemaal op haar eigen manier haar muziekstijl ontdekken en ontwikkelen. Toen ze opgroeide had Maggio verschillende idolen, waaronder Mariah Carey, Nirvana, Nina Simone en Whitney Houston.
In 2023 ontving ze de Zweedse koninklijke onderscheiding "Litteris et Artibus".

## Familie

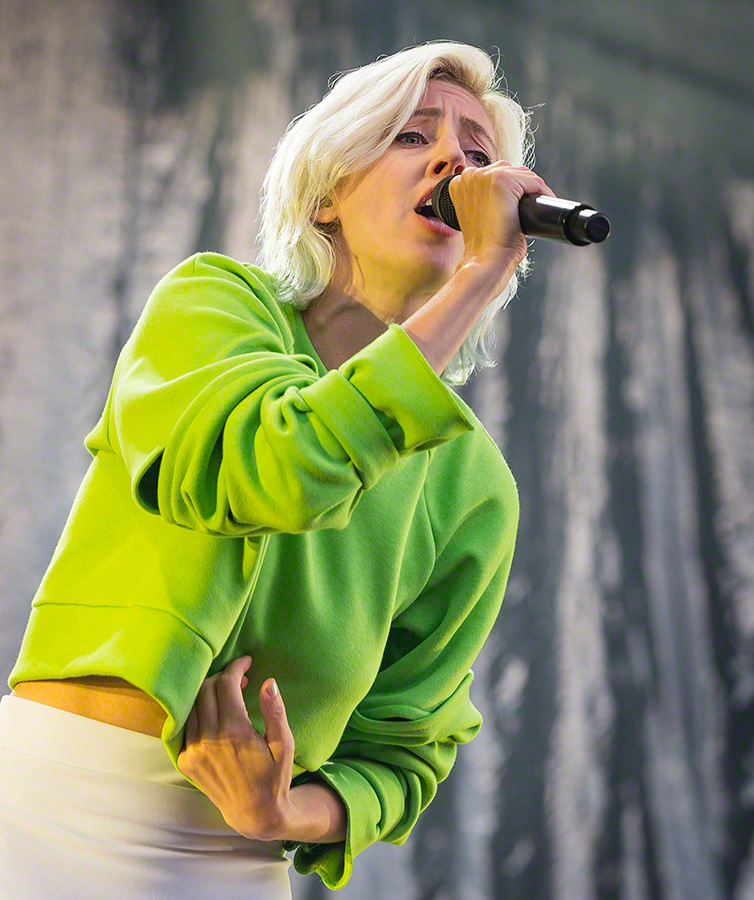
Veronica Maggio in 2016

Veronica Maggio kreeg in 2010 een zoon.

## Wetenswaardigheden
In 2020 bracht de Zweedse zangeres Tove Lo een cover uit van Maggio's lied Jag Kommer. Tove Lo had dankzij haar internationale hit Stay High een groot internationaal bereik waardoor de cover veel aandacht genereerde voor Maggio. 

## Discografie

### Albums
- Vatten och Bröd (2006)
- Och vinnaren är... (2008)
- Satan i gatan (2011)
- Handen i fickan fast jag bryr mig (2013)
- Den första är alltid gratis (2016)
- Fiender är tråkigt (2019)
- Och som vanligt händer det något hemskt (2022)